# Lithocarpus polystachyus
Lithocarpus polystachyus là một loài thực vật có hoa trong họ Cử. Loài này được (Wall. ex A.DC.) Rehder mô tả khoa học đầu tiên năm 1919.